# Salvia chamaedryoides
Salvia chamaedryoides là một loài thực vật có hoa trong họ Hoa môi. Loài này được Cav. miêu tả khoa học đầu tiên năm 1793.

## Hình ảnh

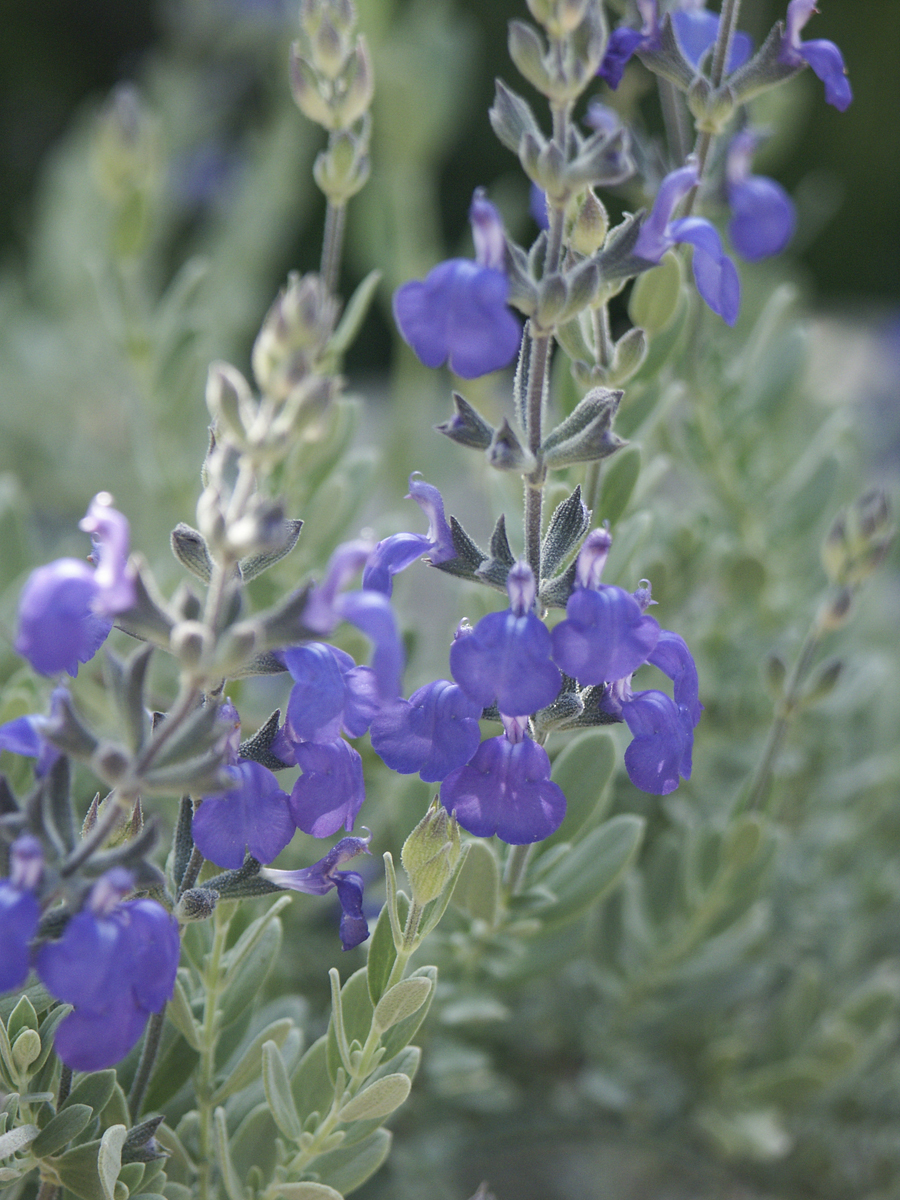
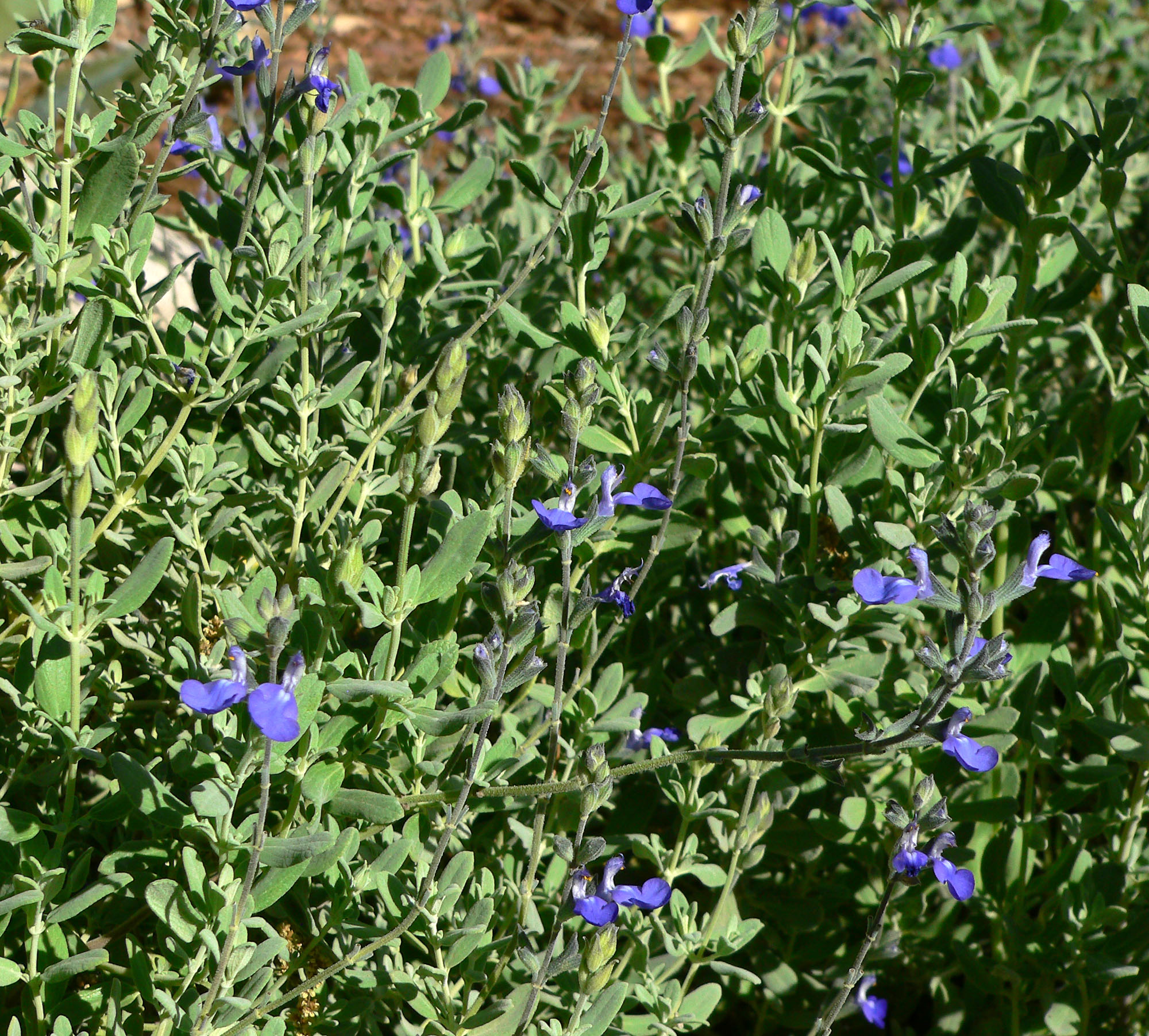
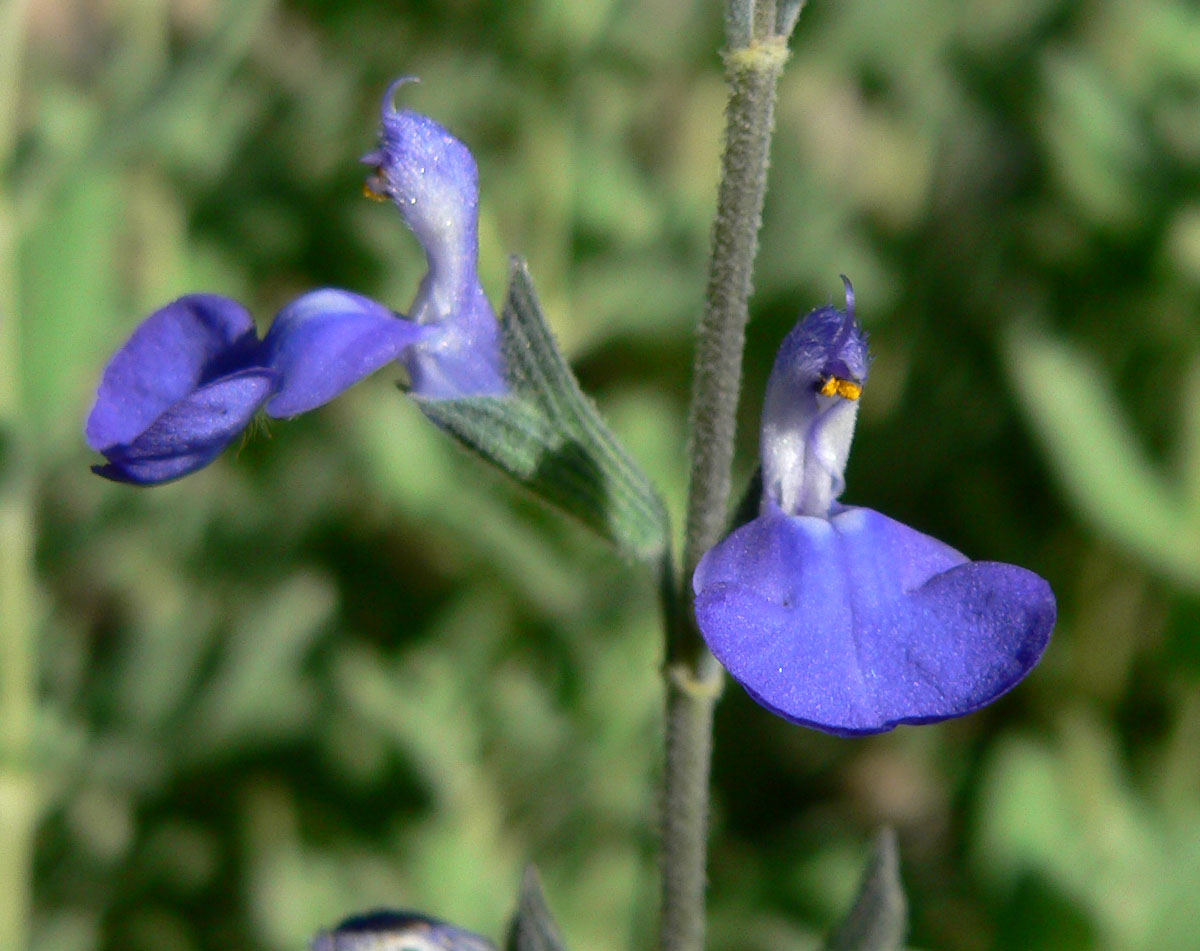
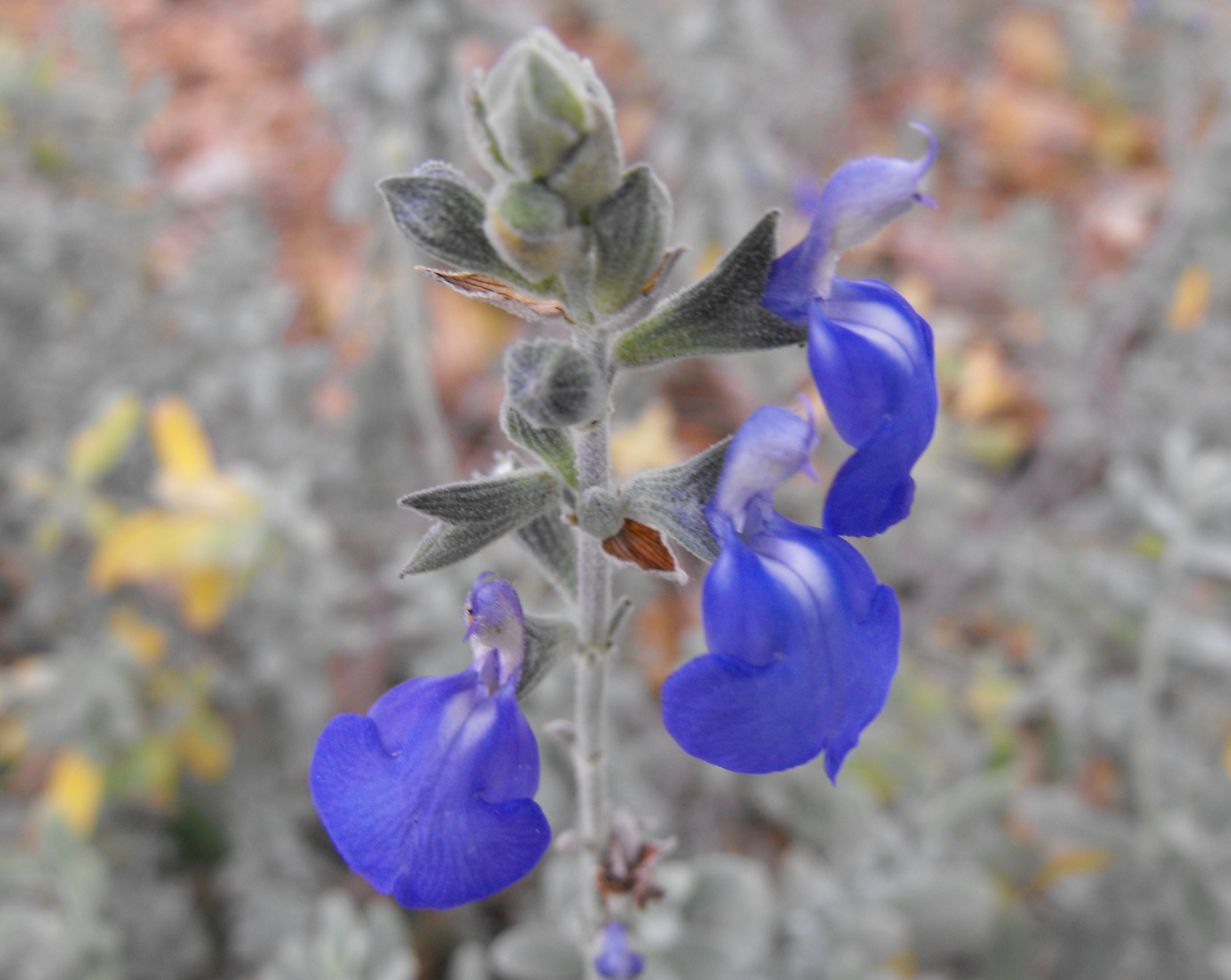